# Thapsagus
Thapsagus pulcher és una espècie d'aranya araneomorfa de la subfamília dels erigonins, dins de la família Linyphiidae. És l'únic membre del gènere monotípic Thapsagus.
Es poden trobar a Madagascar..
Fou descrit per primera vegada per  Eugène Louis Simon l'any 1894.